# Kythrea
Kythrea (Κυθραία in greco, Değirmenlik in turco) è un comune de facto appartenente alla Repubblica Turca di Cipro del Nord e, de iure, alla Repubblica di Cipro, con 11.895 abitanti (dati 2011).
È ricompreso de facto nel distretto di Lefkoşa (Cipro del Nord) e, de iure, nel distretto di Nicosia (Cipro).

## Geografia fisica
Kytrea si trova ai piedi della catena montuosa di Kyrenia, nella pianura della Messaria, 3 km a ovest di Beikioi e 8 km a nord-ovest di Kourou Monastiri. Esso sorge nei pressi dell'antica città di Chytroi.

## Origini del nome
Si ritiene generalmente che il nome Kythrea derivi dall'antico regno di Chytroi, che si trovava nelle vicinanze dell'attuale insediamento. Dal periodo ottomano, il villaggio è stato chiamato anche Değirmenlik, che significa "luogo dei mulini", molto probabilmente perché nel periodo medievale il villaggio aveva dei mulini ad acqua usati per macinare il grano. Ancora nel 1879, nel villaggio c'erano 32 mulini funzionanti. Questi mulini venivano azionati dall'acqua di una sorgente situata nella parte alta del villaggio.

## Storia

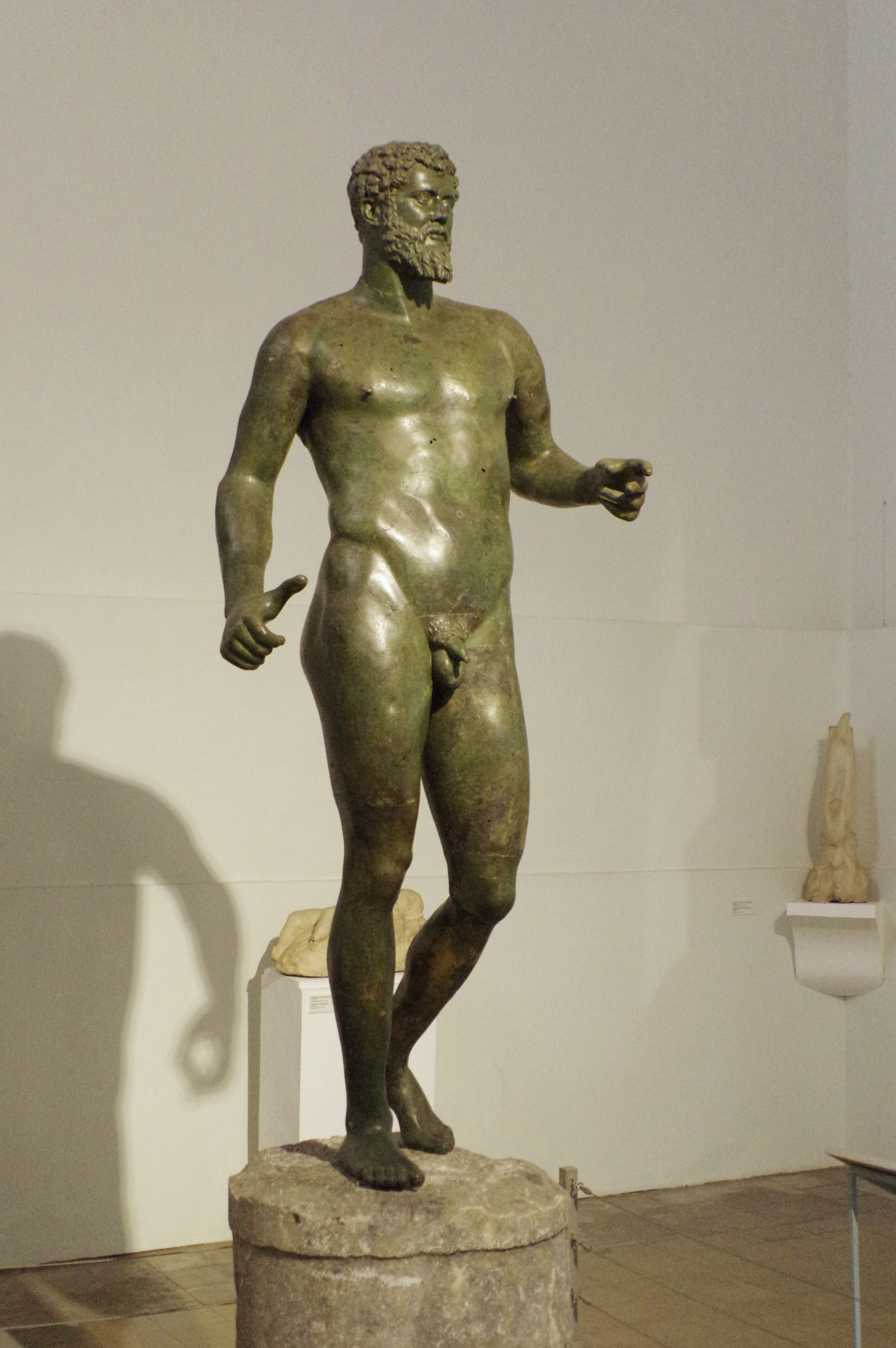
Statua di bronzo di Settimio Severo, trovata a Kythrea, ora in mostra al museo di Cipro

Citrea è situata vicino all'antica città-regno greca di Chytroi, che fu fondata da Chytros, figlio di Alessandro e pronipote del re ateniese Akamas. Secondo una tradizione, il nome Kythrea deriva da Chytroi (Χύτροι > *Χυτρέα > Κυθρέα). Secondo un'altra tradizione, deriva dal nome dell'isola greca ionica Citera, luogo di origine delle macine utilizzate nei mulini di Citrea. Nell'iscrizione delfica Theorodochoi, vengono menzionati i Chytroi.
La piccola città fu irrigata per millenni dalla sorgente Kefalovrysos; tuttavia, poco dopo l'invasione turca del 1974, l'acqua smise di scorrere. Altre forme del nome includono Chytri, Cythraia, Cythereia, Cythroi, Chytrides, Chytros e Chytria.
Con la diffusione del cristianesimo a Cipro, Chytroi divenne una sede vescovile. Secondo la Vita di Epifanio di Salamina il primo vescovo, di nome Pappo, resse la cattedra vescovile della "miserabile città di Chytria" per 58 anni, e fu martirizzato in una data non specificata, o durante il regno degli imperatori pagani Licinio o Massimino II, o dell'ariano Costanzo II. Gli atti del Concilio di Calcedonia (tenutosi 451) mostrano che il vescovo Photinus vi fu rappresentato dal suo diacono Dionysius, e quelli del Secondo Concilio di Nicea nel 767 che il vescovo Spyridon partecipò in persona.
Mancano documenti contemporanei riguardanti Demetrio, che Henri Grégoire ha descritto come forse il più oscuro dei santi locali di Cipro. L'autore medievale Leontios Machairas è il primo scrittore a fare anche una breve menzione del suo nome. Secondo la più antica vita di Demetrianos, pubblicata nel XVIII secolo, egli divenne vescovo intorno all'885, fu catturato dagli arabi e portato in Egitto con molti dei suoi fedeli, ma con le sue preghiere ottenne la liberazione di tutti.
Non più sede vescovile residenziale, Chytri è oggi elencata dalla Chiesa cattolica come una sede titolare.
Citera è una zona archeologica notevole. Un reperto eccezionale scoperto nella zona è la statua di bronzo dell'imperatore romano Settimio Severo, esposta nel Museo di Cipro a Nicosia.
Nel Medioevo, Kythrea ospitava mulini che appartenevano al re di Cipro, alimentati dalle sue sorgenti d'acqua. Alla fine del XIII secolo, la farina prodotta nei mulini di Citrea veniva usata per la produzione di pane nella capitale, Nicosia.

## Società

### Evoluzione demografica
Dopo che i suoi abitanti greco-ciprioti furono sfollati nell'agosto 1974, la città fu ripopolata da turco-ciprioti sfollati. L'origine principale dei turco-ciprioti che si stabilirono nella città è il villaggio di Alaminos, ma anche gli abitanti di molti altri villaggi furono trasferiti qui. La comunità di sfollati più numerosa proviene da Alamino, un villaggio del distretto di Larnaca. Gli altri sfollati turco-ciprioti che attualmente vivono a Kythrea/Değirmenlik provengono da diverse località, tra cui Mathiatis/Matyat nel distretto di Nicosia; Aplanda e Klavdia/Alaniçi nel distretto di Larnaca; Lapithiou/Bozalan, Kidasi(Jiyas)/Ceyhan, Tera/Çakırlar, Kouklia/Sakarya, Souskiou/Susuz, Istincho/Tabanlı, Foinikas/Finike e Asprogia/Aktepe nel distretto di Paphos. Vi sono inoltre cittadini turchi che si sono stabiliti nel villaggio dopo il 1974. Essi provengono principalmente dai distretti e dalle province di Mersin, Alaşehir, Anamur, Muş, Çaykara e Sürmene in Turchia.  Secondo il censimento del 2001, la popolazione totale del villaggio era di 3.256 abitanti.

## Cultura

### Scuole
Nella città opera la "Değirmenlik High School".

### Associazioni
L'Associazione Değirmenlik per la Cultura e le Arti è un'organizzazione non governativa attiva nella città, che dal 2009 organizza annualmente il Festival della Cultura e delle Arti. I membri dell'associazione partecipano a festival all'estero. Il Comune di Değirmenlik ha un gruppo folcloristico aperto ai bambini.
L'Associazione Değirmenlik per l'Ambiente e la Pubblicità è stata fondata nel 2008.

## Sport

### Calcio
Prima dell'invasione turca di Cipro, Kythrea era la sede della squadra di calcio AEK Kythreas.
Il Değirmenlik Sports Club è stato fondato nel 1975, e nel 2015 militava nella prima divisione K-PET della Federazione calcistica di Cipro del Nord (CTFA). Lo stadio di calcio Sadik Cemil di Kythrea ha lo standard "FIFA Recommended Star 2".

## Amministrazione
La città è amministrata dal Comune turco-cipriota di Değirmenlik fondato nel 1975.  L'attuale sindaco è Ali Karavezirler del Partito Repubblicano Turco (CTP). È stato eletto alla carica nel 2018, raccogliendo il 54,1% dei voti. Ha sostituito Osman Işısal, il sindaco eletto nel 2014 dallo stesso partito.
Gli abitanti sfollati di Kitrea, ora situati a Nicosia e altrove, mantengono un comune in esilio. Condivide i locali con il comune di Lapithos, anch'esso sfollato, in via Ammochostou 37 a Nicosia.

### Gemellaggi
Kythrea è gemellata con:
- Gebze, Istanbul, dal 1996[22]
- Canik, Samsun, dal 2015[23]